# Soera De Gelovigen
Soera De Gelovigen is een soera van de Koran.
De soera is vernoemd naar de gelovigen. De soera spreekt reeds in de eerste aya over hen. Het onderscheid tussen een gelovige en een moslim wordt uitgelegd; iemand kan qua uiterlijk wel een moslim zijn, maar geen gelovige, maar men kan ook een moslim en tegelijkertijd een gelovige zijn. Het vervolgt met de schepping van de mens uit een druppel en de verandering naar bloedklonter, verder naar gebeente, mens-zijn, de dood en de wederopstanding. Daarnaast verhaalt de soera over Nuh en de tijd na hem, over Musa, Maryam en Isa.